# سامانه مدیریت پایگاه داده‌ها
سامانهٔ مدیریت پایگاه داده (به انگلیسی: database management system به اختصار: DBMS)، یک نرم‌افزار رایانه‌ای است که با هدف مدیریت پایگاه داده‌ها طراحی شده‌است به گونه‌ای که کاربر درگیر مسائل مربوط به ذخیره و بازیابی و شاخص‌بندی داده‌ها نمی‌شود و بر روی طراحی منطقی پایگاه تمرکز می‌نماید. این بسته به سازمان‌ها اجازه می‌دهد تا به راحتی پایگاه‌های داده را برای کاربردهای مختلف به وسیلهٔ مدیر پایگاه داده (به اختصار: DBAs) و متخصصان دیگر توسعه دهد. سامانه مدیریت پایگاه داده اجازه می‌دهد تا برنامه‌های مختلف کاربردی کاربر به‌طور هم‌زمان به یک پایگاه داده دسترسی داشته باشد. سامانه‌های مدیریت پایگاه داده ممکن است از مدل‌های مختلف پایگاه داده جهت سهولت در توصیف و حمایت از برنامه‌های کاربردی، استفاده کنند (مانند مدل رابطه ای یا مدل شیئی). زبان اختصاصی پایگاه داده، زبانی است که برنامه‌های کاربردی پایگاه داده و همچنین بازیابی و ارائهٔ اطلاعات را ساده نموده‌است. یک سامانه مدیریت پایگاه داده امکان کنترل برای دسترسی به داده، اجرای تمامیت داده‌ها، مدیریت کنترل همزمانی و بازیابی پایگاه داده، پس از شکست و بازگرداندن آن از فایل‌های پشتیبان و همچنین حفظ امنیت پایگاه داده را فراهم می‌آورد.

## سامانه‌های موجود
- اوراکل
- مایکروسافت اس‌کیوال سرور از مایکروسافت
- مای‌اس‌کیوال
- دی‌بی‌تو از آی‌بی‌ام
- مایکروسافت اکسس
- پست‌گرس‌کیوال
- سامانه FileMaker
- سامانه Sybase Adaptive Server Enterprise